# Marien rijk Centrale Indo-Pacific
Het Marien rijk Centrale Indo-Pacific (Engels: Central Indo-Pacific) is een biogeografisch rijk en ligt in in het oosten van de Indische Oceaan en het westen van de Grote Oceaan voor de noordkust van Australië, rond de Indonesische Archipel, de Zuid-Chinese Zee tot aan het Chinese vasteland. Het marien rijk is vastgesteld door het World Wide Fund for Nature en The Nature Conservancy.
Naar het noorden ligt het marien rijk Gematigde Noordelijke Stille Oceaan, in het oosten aan het marien rijk Oostelijke Indo-Pacific, in het zuiden aan het marien rijk Gematigd Australazië en in het westen aan het marien rijk Westelijke Indo-Pacific.

## Biogeografie
Het gebied kent zeeleven dat houdt van tropische temperaturen.

## Mariene ecoregio's
Deze mariene provincie bestaat uit 12 mariene provincies:
- Mariene provincie Zuid-Chinese Zee (25)
- Mariene provincie Sundaplat (26)
- Mariene provincie Transitioneel Java (27)
- Mariene provincie Zuidelijke Kuroshiostroom (28)
- Mariene provincie Tropische Noordwestelijke Stille Oceaan (29)
- Mariene provincie Westelijke Koraaldriehoek (30)
- Mariene provincie Oostelijke Koraaldriehoek (31)
- Mariene provincie Sahulplat (32)
- Mariene provincie Noordoost-Australische Plat (33)
- Mariene provincie Noordwest-Australische Plat (34)
- Mariene provincie Tropische Zuidwestelijke Stille Oceaan (35)
- Mariene provincie Lord Howe-eiland en Norfolk (36)